# Treasure Island (Floryda)
Treasure Island – miasto w Stanach Zjednoczonych, w stanie Floryda, w hrabstwie Pinellas.